# Scarmagno
Scarmagno is een gemeente in de Italiaanse provincie Turijn (regio Piëmont) en telt 774 inwoners (31-12-2004). De oppervlakte bedraagt 8,0 km², de bevolkingsdichtheid is 97 inwoners per km².

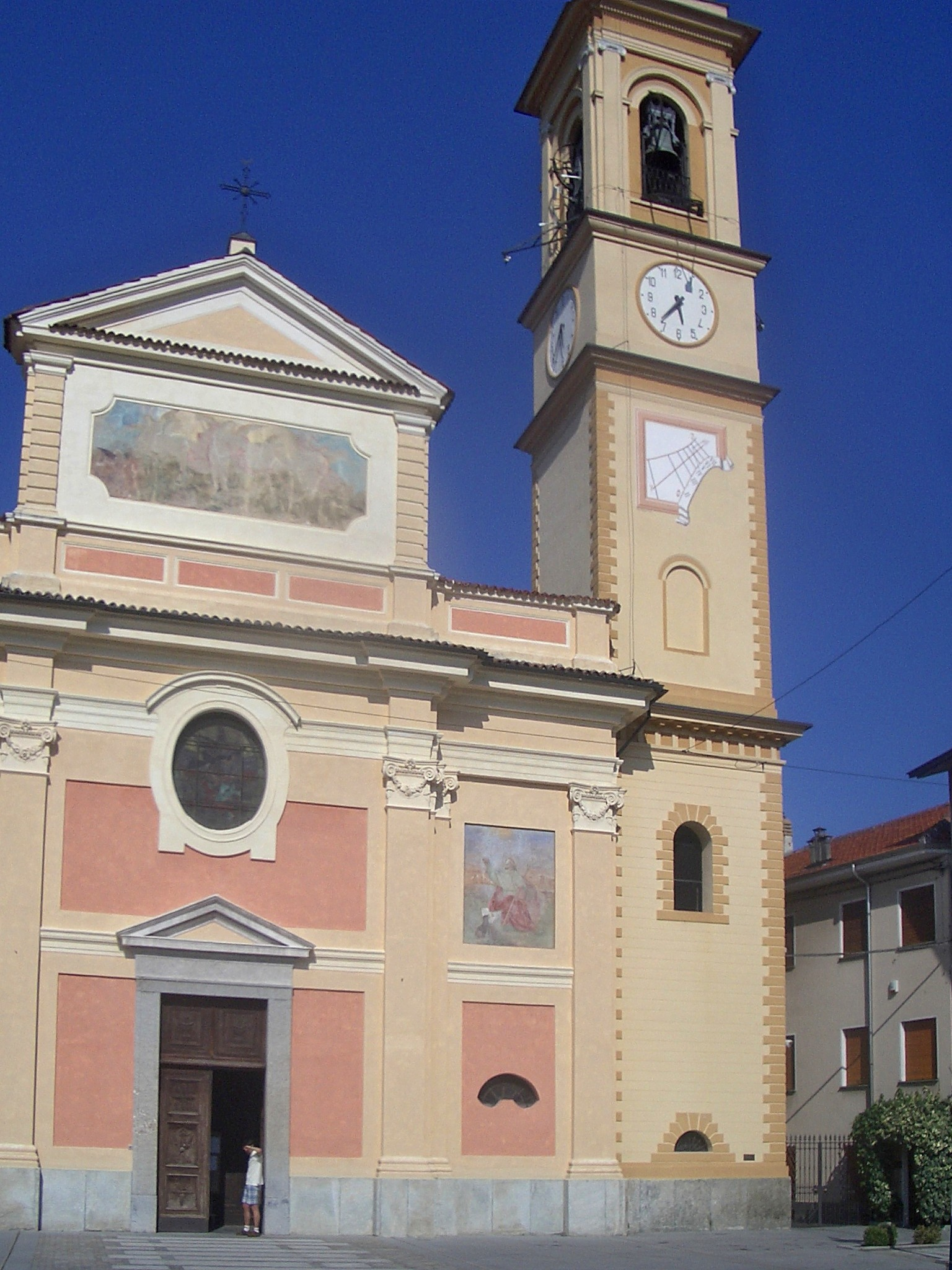
Parochiekerk
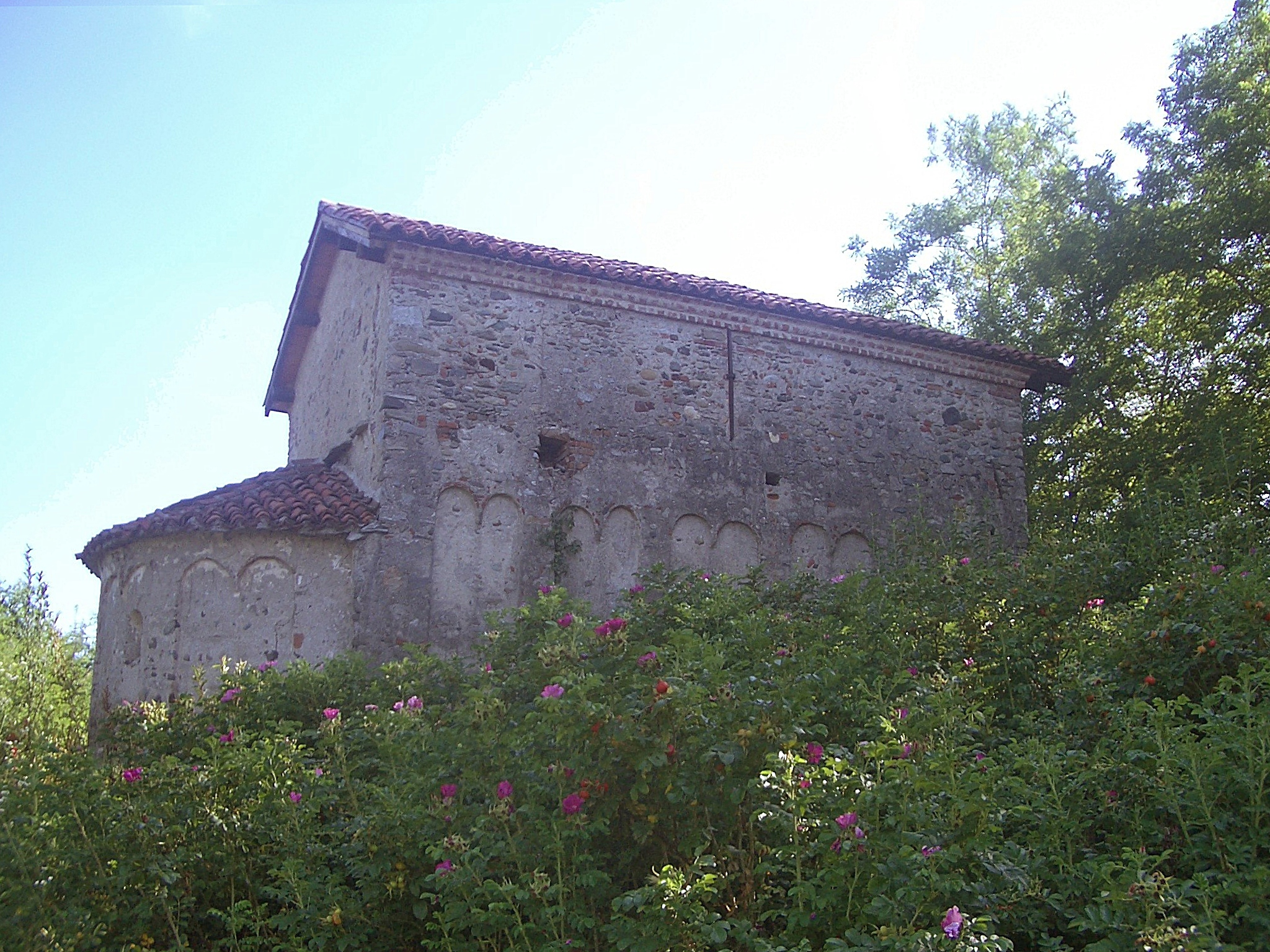
Kerk van Sant' Eusebio
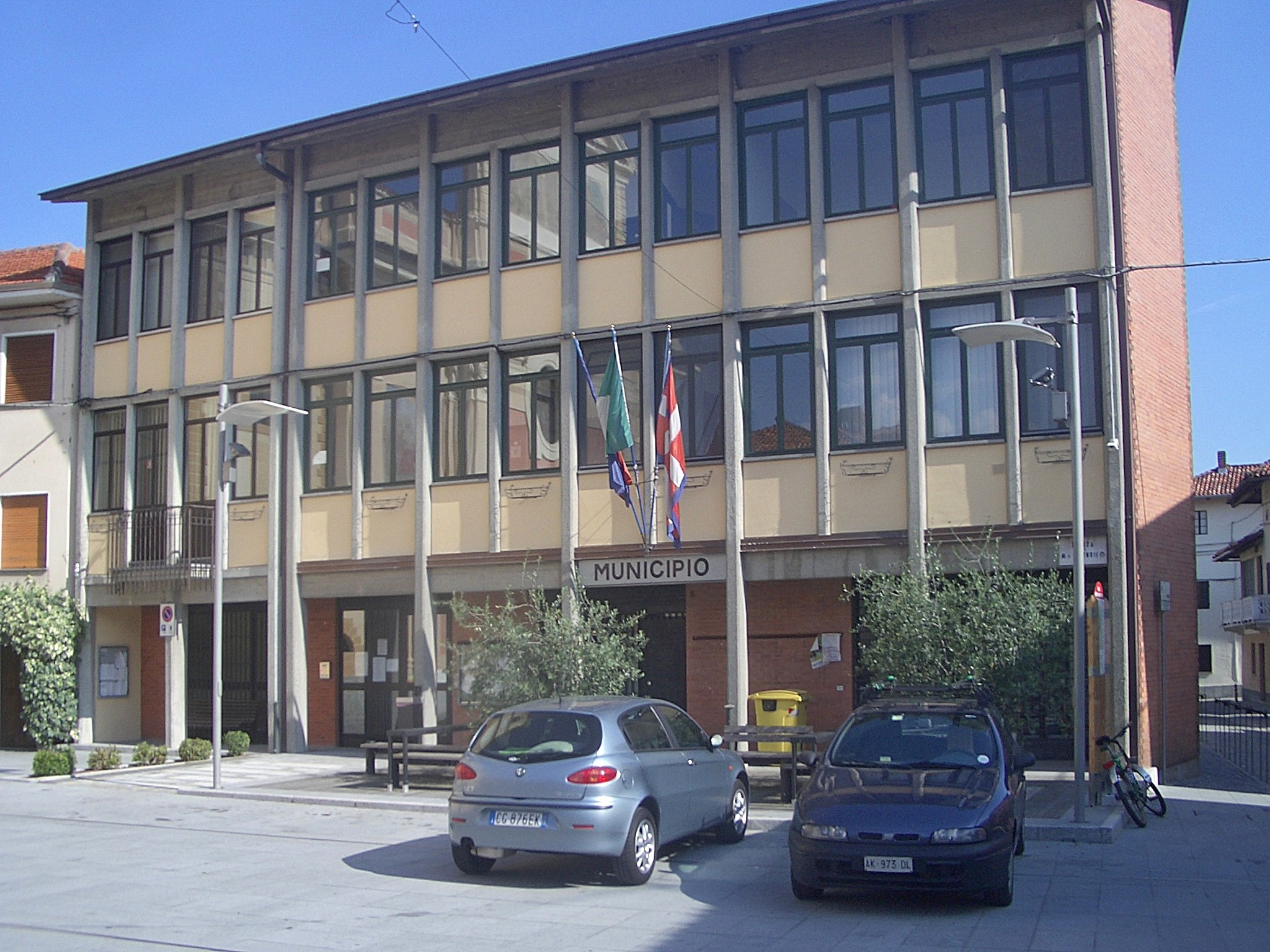
Gemeentehuis

## Demografie
Scarmagno telt ongeveer 337 huishoudens. Het aantal inwoners daalde in de periode 1991-2001 met 4,6% volgens cijfers uit de tienjaarlijkse volkstellingen van ISTAT.
| Jaar | Inwoneraantal |
| ---- | ------------- |
| 1991 | 776           |
| 2001 | 740           |

## Geografie
Scarmagno grenst aan de volgende gemeenten: Romano Canavese, Perosa Canavese, San Martino Canavese, Vialfrè, Cuceglio, Mercenasco, Montalenghe.
1. ↑  https://demo.istat.it/?l=it.